# Amaranta Osorio
Amaranta Osorio Cepeda (née à Querétaro au Mexique en 1978) est une dramaturge, comédienne et productrice mexicano-colombiano-espagnole. Son œuvre dramatique a été jouée dans divers pays. Traduite en français, anglais, allemand et tchèque, elle a été récompensée par plusieurs prix importants. Aux côtés d'autres femmes du monde du spectacle et de la création, elle défend le rôle des femmes et leur façon de voir le monde dans le théâtre.

## Biographie

### Jeunesse et formation
Elle naît au Mexique, au sein d'une famille du monde du théâtre. Elle est la fille de la peintre mexicaine Cristina Cepeda et du metteur en scène colombien Ramiro Osorio, qui fut le premier ministre de la Culture de son pays. Elle passe son enfance entre les villes de Mexico et Bogota.
Elle suit une formation d'actrice au Mexique à la Casa del Teatro puis avec Augusto Boal, Tadashi Suzuki, Mar Navarro et Fernando Piernas. Elle considère Julia Varley d'Odin Teatret comme son mentor. À l'âge de 21 ans, elle déménage à Madrid pour préparer une licence de dramaturgie à l'Académie royale supérieure d'art dramatique de Madrid,. Elle complète le Master en gestion culturelle de l'Université Complutense de Madrid et le ICCMU, tout en suivant d'autres cours post universitaires, parmi lesquels un cours de leadership à l'Université Harvard. En tant qu’autrice elle est une disciple d'Itziar Pascual Ortiz (es), José Sanchis Sinisterra et Juan Mayorga, qu'elle considère comme ses maîtres.

### Carrière

#### Dramaturge
Très prolifique, la plupart de ses œuvres sont publiées et plusieurs reçoivent des prix. Elle écrit des pièces en solitaire et coécrit avec Itziar Pascual et Julia Varley. Son solo Lo que no dije (Ce que je n’ai pas dit) et sa pièce Anónimas sont présentés au Mexique, en Espagne, en Inde, au Chili, en Équateur, en Colombie et en France.
Avec Itziar Pascual, elle écrit La trilogie des lucioles, trois pièces qui donnent la parole aux femmes et à leur vision du monde : 
- Mi niña, niña mía (Ma petite, ma petite chérie), première  au Teatro Español de Madrid en 2019[6], dans une mise en scène de Natalia Menéndez, et qui reçoit le Prix de Textes Théâtraux Jesús Domínguez[7]
- Vietato dare da mangiare, créée au Teatro Español de Madrid en 2018, dans une mise en scène de Víctor Sánchez et interprétée par Aitana Sánchez Gijón[8]
- Clic, quand tout bascule, créée au Teatro Calderón de Valladolid  en Espagne en 2020, et mise en scène par Alberto Velasco[9],[10], l'œuvre remporte le Prix Calderón de littérature dramatique[11].

Enfin, elle souhaite porter sur la scène espagnole sa pièce de théâtre Luna, créée en Colombie, qui dénonce les abus sexuels sur mineurs et s'avère bienfaisante pour ces victimes.

#### Productrice
En tant que productrice, elle dirige et coordonne des festivals de théâtre d'envergure internationale en Colombie, au Costa Rica, au Mexique et en Espagne. Son entreprise, Jeito Producciones, active entre 2008 et 2016, reçoit le prix Bancaja des Jeunes Entrepreneurs en 2011.
L'un de ses objectifs en tant que programmatrice et directrice de festivals, est de rendre visible le travail des femmes artistes comme dans le festival "A Solas". En 2011, elle rejoint le Magdalena Project (en), un réseau international de femmes artistes qui cherche à donner de la visibilité aux rôles de femmes dans le théâtre.
Elle a dirigé les festivals 7 caminos teatrales au Mexique (2010), le Festival des Arts de San José de Costa Rica (2010) et le Festival A Solas - The Magdalena Project, au Teatros del Canal  en Espagne. Elle programme le Festival Tantidhatri 2019 en Inde, dirigé par Parvathy Baul.

#### Comédienne
Elle participe à 21 pièces dans différents pays (avec des metteurs en scène tels que Julia Varley, Jill Greenhalgh, Sanchis Sinisterra, notamment) ; à dix séries télévisées (telles que Yo soy Bea, El comisario, Segundo Asalto entre autres) ; au cinéma dans trois films (réalisés par Daniel Cebrián et Álvaro Fernández Armero) et 9 courts métrages.

## Œuvres

### Théâtre
- El Grito (2021)[16],[17]
- Unicornios (2021)

- Clic. Cuando todo cambia (2020)
- Mi niña, niña mía (Moje Holka) (2019)
- La Jaula (2019)
- Rotunda (2019)
- Lo que no dije (2018)
- Las niñas juegan al fútbol (2018)
- Cera en los ojos (2017)
- Vietato dare da mangiare (2018)
- Anónimas (2014)

Traductions françaises
- Clic, quand tout bascule, traduit par Alice Bonnefoi (aide à la traduction de Fundation Autor)
- Ce que je n’ai pas dit, traduit par Alice Bonnefoi.
- Interdiction de donner à manger, traduit par Alice Bonnefoi.
- Ça joue au foot, le filles, traduit par Agnès Suberzy. Publiée dans le livre Goal ! par Presses Universitaires du Midi. Francia
- Ma petite, ma petite chérie, traduit par Antonia Amo et Julie Perez (aide a la traduction de Fundation Autor. Pièce remarquée par le comité de lecture de la Comédie-Française).

### Articles
- El Grito (2021) Revista Primer Acto nº360
- avec Itziar Pascual, Clic, cuando todo cambia, Madrid, ASSITEJ, 2020.  (ISBN 9788412012125)
- La Jaula, dans Revue Paso de Gato no 80, Mexico, 2020.
- Amaranta Osorio (trad. Agnès Surbezy) Ça joue au foot les filles, Presses Universitaires du Midi. France, 2019.
- Lo que no dije, Premio Dolores de Castro, Mexique, 2018.
- Cera en los ojos, dans Revue Acotaciones, no 39, Madrid, 2017.
- Mi niña, niña mía (Moje Holka), dans Revue Primer Acto no 351, Madrid, 2016.
- Inseparables (2008) Courtmetrage.
- Tubos, éd. Fundamentos, Madrid, 2005
- ¿Contestas?, AAT, éd. Fundamentos, Revue La Siega, Revue Sibila, 2004.

## Distinctions
- 2003 : prix Caja Madrid pour le théâtre Exprés, pour la pièce ¿Contestas? (Espagne)[réf. nécessaire]
- 2009 : prix du meilleur court métrage pour Inseparables, Censur de Corto (Espagne)[réf. nécessaire]
- 2009 : mention du jury pour Inseparables, prix international du court métrage de Mercedes, Buenos Aires (Argentine)[réf. nécessaire]
- 2011 : meilleur court métrage pour Inseparables, Certamen de Cortometraje Visualia (Espagne)[réf. nécessaire]
- 2015 : finaliste du Prix Fernando Lara de Novela (es) de Editorial Planeta, pour le roman Salta, Espagne[18]
- 2016 : prix Jesús Domínguez pour les textes de théâtre, pour la pièce Mi niña, niña mía, Espagne[7]
- 2017 : prix Calderón de littérature dramatique, pour la pièce Clic. Quand tout bascule,  Espagne[11]
- 2018 : mention du jury du prix Dolores de Castro, pour la pièce Ce que je n'ai pas dit, Mexique[19]
- 2019 : lauréate de l'appel pour les histoires de thé de la Compagnie nationale de théâtre du Mexique pour la pièce Rotunda[réf. nécessaire]
- 2019 : bénéficiaire du Système national des créateurs d'art (SNCA) de FONCA, Mexique[réf. nécessaire]